# Стессель, Александр Анатольевич
Алекса́ндр Анато́льевич Сте́ссель (23 июля 1876 — 1 июня 1933, Париж) — офицер Русской императорской армии и Белого движения на Юге России. Сын А. М. Стесселя.

## Биография
- Окончил 1-й Московский кадетский корпус.
- 1 сентября 1894 года — Поступил на военную службу.
- 1896 год — Окончил 3-е военное Александровское училище, выпущен подпоручиком в 9-й стрелковый полк.
- 12 августа 1896 года — Переведен в лейб-гвардии 2-й стрелковый Царскосельский полк в чине подпоручика.
- 12 августа 1900 года — Поручик.
- 12 августа 1904 года — Штабс-капитан.
- 12 августа 1908 года — Капитан.
- Участвовал в Первой мировой войне в составе своего полка, произведен в полковники.
- Ноябрь 1916 года — Командир 2-го Царскосельского стрелкового полка.
- Командир 152-го пехотного Владикавказского полка.
- Командир сводного гвардейского стрелкового батальона и полка в Добровольческой армии.
- Апрель 1919 года — Начальник боевого участка Сводно-гвардейского батальона на Акмонайских позициях.
- 1 июля 1919 года — Командир стрелкового батальона в Сводно-гвардейском полку.
- Июль 1919 года — Командир 1-го батальона во 2-м Сводно-гвардейском полку.
- 2 сентября 1919 года — Командир 2-го Сводно-гвардейского полка.
- В батальоне лейб-гвардии 2-го стрелкового полка 2-й гвардейской пехотной дивизии.
- Декабрь 1919 года — Начальник внутренней обороны и комендант Одессы.

Назначить начальника гарнизона Одессы полковника Стесселя комендантом укрепленного района с указанием всем начальствующим и должностным лицам, частям и учреждениям исполнять распоряжения полковника Стесселя.— Приказ ген. Шиллинга № 64 от 23 января

В критическую минуту от двадцатипятитысячной «кофейной армии», которая толкалась по всем «притонам» города, и от всех частей вновь сформированных и старых, прибившихся в Одессу… — в распоряжении полковника Стесселя, «начальника обороны», оказалось человек триста, считая с нами. 
Через долгое томительное время пришло сообщение из штаба, что, если до десяти часов вечера нас не заберут на пароходы, мы выйдем из города в направлении на Румынию. Вместе с тем стало известно, что полковнику Стесселю лично было неоднократно предложено сесть на пароход, на что он ответил: «Что, вы меня подлецом считаете?» Это произвело хорошее впечатление.— Шульгин, В. В. 1920. Очерки — М.: Гиз, 1922
- Январь 1920 года — Фактический командир Овидиопольского отряда при походе из Одессы на румынскую границу.

31-го января части, под общим командованием полковника Стесселя, вступили в бой с большевиками, превосходными силами, около дивизии, наступавшими со стороны ст. Выгоды и бригадой Котовского, со стороны села Зельц. Отряд полковника Стесселя не превышавший 600 человек бойцов, вынужден был принять бой для спасения беженцев, женщин в детей.— Приказ ген. Геруа № 172 от 15 апреля 1920 года
- Участвовал в Бредовском походе. Эвакуирован в Зеленик (Королевство Сербов, Хорватов и Словенцев).
- 8 сентября 1920 года — Прибыл в Русскую армию в Крыму.
- 1921 год — Эмигрировал во Францию.
- 1931 год — Возглавлял группу лейб-гвардии 2-го стрелкового полка в Париже, был председателем полкового объединения.

Умер в Париже.

## Награды
- 1910 — Орден Святого Станислава 2-й степени
- 1913 — Орден Святой Анны 2-й степени
- 1916 — Орден Святого Георгия 4-й степени (ВП 26.11.1916) за отличие в лейб-гвардии 2-м стрелковом Царскосельском полку
- 1917 — Георгиевское оружие (ВП ПАФ 04.03.1917)